# Luffa
Luffa is een geslacht uit de komkommerfamilie. 
Soorten:
- Luffa acutangula
- Luffa aegyptiaca (sponskomkommer)
- Luffa operculata
- Luffa amara

... · 
Alsomitra · 
Benincasa · 
Bryonia · 
Citrullus · 
Coccinia · 
Cucumis · 
Cucurbita · 
Ecballium · 
Gynostemma · 
Lagenaria · 
Luffa · 
Momordica · 
Sechium · 
Sicana · 
Trochomeria · 
Xerosicyos · 
Zehneria · 
...